# 下橋子頭
下橋子頭，原寫為下橋仔頭，是臺灣臺中市南區的一個傳統地域名稱，也是全區行政中心所在地，位於該區中部。相較於今日行政區，其範圍大致包括福平里不含東北部凸出部分、福興里、福順里、平和里、和平里不含最北端及西南部邊界地帶、南和里、永和里、永興里、樹義里東南端。

## 歷史
台灣清治末期至日治初期，下橋子頭地區為一街庄，稱為「下橋仔頭庄」，隸屬於藍興堡。該庄北與公館庄為鄰，東與頂橋仔頭庄為鄰，南邊為涼傘樹庄，西南邊為蘆竹湳庄，西邊樹仔腳庄、半平厝庄。
1901年（日治明治三十四年）11月，全台廢縣廳改設二十廳，該庄隸屬於臺中廳。1903年（明治三十六年）6月，該庄編入「臺中區」，隸屬於臺中廳。1909年（明治四十二年）10月，合併二十廳為十二廳，臺中區隸屬不變。1920年（大正九年），全台地方制度大改正，廢十二廳改設五州二廳，該庄改制並雅化為「下橋子頭」大字，隸屬於臺中州轄臺中市。
戰後本地區劃入南區，隸屬於臺灣省轄臺中市，大字改亦制為里。2010年12月，臺中縣市合併為直轄臺中市，南區隸屬不變。

## 聚落
本地區發展較早的聚落有竹圍、下橋仔頭、芦葫埤仔、紅竹圍、瓦磘等，在日治期初期的官方地圖上已有記載。

## 交通
台鐵山線大致以東北東—西南西走向經過下橋子頭地區西北部。境內有五權站，北側最近的是臺中車站，屬特等站，各級列車均有停靠；南側最近的是大慶車站，屬簡易站，僅停靠區間快車及區間車。由此等可前往台鐵沿線各站。
省道台1乙線（五權路、復興路三段～二段）是大雅至大肚區王田的幹道，大致以北北西—南南東走向轉東北東—西南西走向再轉東北—西南走向經過本地區中部偏西北。由該道路向北北西轉北再轉東北再轉北北西可前往西屯東北部、大雅並止於省道台10線路口，向西南轉西南西可前往烏日並止於國道1號王田交流道南側的省道台1線路口。
省道台63線（忠明南路、五權南路）又稱「中投公路」，是台中市南區至南投縣草屯的幹道，大致以東向西轉北向南經過本地區東部邊界地帶南段。由該道路向東可前往頂橋子頭南部並止於省道台3線路口，向南可前往大里、草屯並止於省道台14乙線路口。

## 學校
- 臺中高工
- 四育國中
- 和平國小
- 信義國小